# Frido Witte
Friedrich Wilhelm (Frido) Witte (* 22. Februar 1881 in Schneverdingen; † 23. Mai 1965 in Soltau) war ein deutscher Landschaftsmaler, Radierer, Architekt und Kunstgewerbler des Jugendstils und später des poetischen Realismus.

## Leben
Witte kam in Schneverdingen auf einem Bauernhof zur Welt, der auch einen Gasthof und einen Kaufmannsladen beherbergte. Ab 1893 besuchte er das Johanneum Lüneburg, das älteste Gymnasium in Lüneburg. Hier erhielt er den ersten privaten Malunterricht und beschäftigte sich mit der Kunst der Maler in Worpswede. Nach dem Abitur 1902 studierte Witte zunächst Architektur in München, brach dieses Studium aber ab und wechselte 1904 dann zur Kunstakademie München unter Heinrich von Zügel. Witte unternahm 1905, zusammen mit dem befreundeten Kunsthistoriker Ernst Kühnel, eine Italienreise. Im Herbst 1906 endete seine einjährige Wehrdienstzeit. 1907 reiste er mit dem befreundeten Maler Hugo Friedrich Hartmann und dem Architekten Wilhelm Matthies nach Paris. 1908 nahm er ein Studium grafischer Technik in Berlin auf und machte dort Bekanntschaft mit Hermann Hesse. In Lünzen bei Schneverdingen lernte Witte um 1908 den Künstler, Reformschullehrer, Fotografen und Autor Otto Kofahl kennen, einen Freund des Malers und Illustrators Fidus (Hugo Höppener). Um 1910/11 schloss Witte zudem in Worpswede Freundschaft mit Martha und Heinrich Vogeler, die er oft auf dem Barkenhoff in Worpswede besuchte. Im gleichen Zeitraum unternahm er eine Reise nach Schleswig-Holstein und Dänemark. Nach 1910 machte er Bekanntschaft mit dem Maler Carl Cowen Schirm. 1912 bereiste Witte mit Ernst Kühnel Südfrankreich, Tunesien und Italien und machte Bekanntschaft mit den Malern Arthur Siebelist, Rudolf Fredderich und Josua Leander Gampp.
Im Ersten Weltkrieg leistete Witte von 1914 bis 1918 Kriegsdienst in Kiel und Flandern. 1922 zog er von Lünzen nach Soltau, in sein selbst entworfenes Haus in der Harburger Straße 46. Zwischen 1923 und 1926 unternahm er Reisen in die Schweiz, nach Holland (mit dem Maler Ernst Müller-Scheessel) und nach Schweden (Gotland).  1937 fungierte er als Organisator der Kunstausstellung 1000 Jahre Soltau. Witte war Mitglied im Hamburger Künstlerverein von 1832.
Witte war seit dem 2. September 1914 mit Elisabeth Stuhlmacher verheiratet. Gemeinsam hatten sie zwei Söhne, die beide im Zweiten Weltkrieg fielen.
Witte wurde 1939 in Worpswede zusammen mit Hugo Friedrich Hartmann, Arthur Illies, Fritz Mackensen und Otto Modersohn mit dem Niederdeutschen Malerpreis ausgezeichnet. 1961 wurde ihm das Bundesverdienstkreuz verliehen.
Witte starb am 23. Mai 1965 und wurde auf dem Soltauer Friedhof an der Bergstraße beigesetzt. Sein Nachlass ist dem Museum für das Fürstentum Lüneburg übergeben worden.

## Werk
Neben Aquarellen und Ölbildern schuf Witte Lithografien (1903 und in den 1940er-Jahren), Radierungen (seit 1904) und Holzschnitte (seit den 1920er-Jahren), die er oft kolorierte. Er entwarf Illustrationen für Zeitschriften (Die Jugend, Niedersachsen) und Kalender und illustrierte Ernst Kühnels Buch Granada (1914), Hans Muchs Gedichtbuch To Hus (1917) und sein eigenes Buch Plauderei aus einem Heidedorf (1956). Neben seiner künstlerischen Arbeit betätigte sich Witte auch als Werbegraphiker, Designer von rustikalen Möbeln und edlem Zinngeschirr sowie als Architekt.
Wittes besonderes Interesse galt dem Maler Giovanni Segantini und dem Maler, Radierer und Zeichner Rembrandt van Rijn. Auf vielen Ausstellungen in Minden, Kiel, Soltau, Celle, Lüneburg, Bremen und Harburg wurden Wittes Arbeiten ausgestellt.
Die Werke Wittes – in Bild und Wort – beschäftigen sich meist mit seiner Heimat, der Lüneburger Heide. Moderne Kunstrichtungen, wie Expressionismus und Kubismus, lehnte Witte energisch ab.
Die Kunsthalle Bremen, die Kunsthalle zu Kiel, das Historische Museum am Hohen Ufer Hannover, das Bomann-Museum Celle und das Albert-König-Museum Unterlüß sind im Besitz von Werken des Künstlers.

## Veröffentlichungen
- C. C. Schirm, ein Maler der Lüneburger Heide. Museumsverein für das Fürstentum Lüneburg, Lüneburg 1954.
- Erinnerungen an C. C. Schirm. In: Der Niedersachse, Sonntagsbeilage der Böhme-Zeitung, 25. Juni 1955.